# 商丘低频时码发播台
34°27′23″N 115°50′13″E / 34.456498482252805°N 115.83694250368102°E
商丘低频时码发播台是一个位于中国河南省商丘市虞城县的时码发播台，呼號BPC。该发播台由中国科学院国家授时中心和西安高华科技有限公司在2002年4月25日设立。该站以68.5 kHz長波無線電频率发送时间信号，可被电波钟表接收供校时之用。与其他授时台不同的是，该站并不公开其信号格式，使用者需要获得许可才能使用其信号。该站每天以90kW的功率播发20小时，其余4个小时（北京时间 5:00–9:00）停机检修。该站传送的信号既包括普通的调幅时码，也包括附加的扩频时码。
2021年2月16日，国家授时中心与西安高华科技有限公司签订的主要合作协议到期，双方不再继续签约合作。商丘台低频时码信号发播工作由国家授时中心继续维持。

## 另見
- BPM短波授时台
- BPL长波授时台
- 封开低频时码授时台